# أير زونك
أير زونك (بالإنجليزية: Air Zonk)‏ هي لعبة فيديو صدرت في 12 ديسمبر 1992، وهي متوفرة على أجهزة توربو غرافيكس-16 وفرتشويل كونسول. اللعبة من نشر هادسن سوفت.